# Edward Thiele
Edward Thiele (Dessau, Saxònia-Anhalt, 1812 - 1895) fou un compositor, violinista i mestre de capella alemany.
Als sis anys va rebre les primeres lliçons de piano d'un músic de la localitat, i quan en tenia catorze ingressà en la institució de Schneider, on estudià violí, piano, orgue i composició. Més tard viatjà per Alemanya, visitant Dresden i Viena. Després de dos anys, que emprà en aquesta excursió, tornà a Dessau, on aconseguí la plaça de segon director de la música del teatre. Durant deu anys desenvolupà aquest càrrec i l'abandonà per haver estat cridat per Julius Miller per dirigir l'orquestra de la seva companyia d'òpera amb què visità Halle, Altenburg i Magdeburg.
Poc temps després fou destinat al servei de la cort en qualitat de director de música, organista de l'església principal i professor de música del Seminari. El 1855 de nou fou cridat a Dessau com a successor de Friedrich Schneider i el 1860 aconseguí el títol de mestre de capella del príncep.
Es distingí com a compositor en generes diversos. Una Missa de la seva composició fou executada a Leipzig el 1840 i a més publicà, multitud de sonates per a piano sol, un duo per a piano i violí, tres col·leccions de Lieder per a veu sola amb piano, una col·lecció de cants a veu sola amb acompanyament de piano i violoncel una col·lecció de Lieder a dos veus, amb piano; cants per a cor a diverses veus i a una veu, etc.